# Copa Mundial de Fútbol Sub-20 de 1987
La Copa Mundial de Fútbol Sub-20 de 1987 fue la sexta edición del campeonato mundial juvenil organizado por la FIFA y se jugó del 10 al 25 de octubre en Chile. Yugoslavia, que contó con jugadores como Robert Prosinečki, Predrag Mijatović y Davor Šuker, y fue dirigida por Mirko Jozić, derrotó a Alemania Federal en la instancia de tiros penales 5-4 tras empatar en tiempo extra 1-1.

## Sedes
| Ciudad      | Estadio             | Capacidad |
| ----------- | ------------------- | --------- |
| Antofagasta | Estadio Regional    | 21.339    |
| Valparaíso  | Estadio Playa Ancha | 25.000    |
| Concepción  | Estadio Municipal   | 35.000    |
| Santiago    | Estadio Nacional    | 77.000    |

## Equipos participantes
Además del anfitrión, Chile, quince equipos clasificaron a la fase final del campeonato juvenil a través de torneos realizados por las respectivas confederaciones.
- Un equipo de Oceanía clasificó en el Campeonato Sub-20 de la OFC 1986, disputado en Nueva Zelanda, donde la selección de Australia se alzó con el primer lugar.
- Dos equipos de Centro y Norteamérica clasificaron en el Torneo Sub-20 de la Concacaf 1986, que se realizó en Trinidad y Tobago. Allí el ganador fue Canadá, que derrotó en la final a Estados Unidos; ambos fueron al mundial.
- Dos equipos de Asia clasificaron en el Campeonato Juvenil de la AFC 1986 disputado en Arabia Saudita, donde el campeón fue la selección local, que derrotó en la final a Baréin por 2:0.
- Dos equipos de África clasificaron en el Campeonato Juvenil Africano de 1987, donde la selección de Nigeria derrotó en doble partido a la selección de Togo.
- Dos equipos de América del Sur clasificaron en el Campeonato Sudamericano Sub-20 de 1987, disputado en Colombia, donde el campeón fue la selección local; también asistió la Brasil por ubicarse en el segundo lugar del cuadrangular final.
- Seis representantes de Europa clasificaron en el Campeonato Europeo Sub-18 1986, disputado en Yugoslavia. El campeón fue Alemania Democrática, que derrotó en la final a la selección de Italia.

Los dieciséis equipos fueron posteriormente divididos en cuatro grupos. En cursiva, los equipos debutantes.
| Clasificatorias | Clasificatorias | Clasificatorias | Clasificatorias | Clasificatorias | Clasificatorias |
| --------------- | --------------- | --------------- | --------------- | --------------- | --------------- |
| África          | Asia            | Europa          | Norteamérica    | Oceanía         | Sudamérica      |

| Alemania Federal     | Baréin   | Chile          | Italia     |
| Alemania Democrática | Brasil   | Colombia       | Nigeria    |
| Arabia Saudita       | Bulgaria | Escocia        | Togo       |
| Australia            | Canadá   | Estados Unidos | Yugoslavia |

## Primera fase
- Los horarios corresponden a la hora de Chile (UTC-3)

### Grupo A
| Equipo     | Pts | PJ | PG | PE | PP | GF | GC | Dif |
| ---------- | --- | -- | -- | -- | -- | -- | -- | --- |
| Yugoslavia | 6   | 3  | 3  | 0  | 0  | 12 | 3  | +9  |
| Chile      | 4   | 3  | 2  | 0  | 1  | 7  | 4  | +3  |
| Australia  | 2   | 3  | 1  | 0  | 2  | 2  | 6  | −4  |
| Togo       | 0   | 3  | 0  | 0  | 3  | 1  | 9  | −8  |

| 10 de octubre de 1987, 17:00 | Yugoslavia                              | 4:2 (2:1) | Chile                | Estadio Nacional, Santiago                                                  |                                                                             |
|                              | Boban 14' · Stimac 19' · Suker 61', 63' | Reporte   | Tudor 17' · Pino 67' | Asistencia: 67.000 espectadores Árbitro(s): Juan Carlos Loustau (Argentina) | Asistencia: 67.000 espectadores Árbitro(s): Juan Carlos Loustau (Argentina) |

| 11 de octubre de 1987, 17:00 | Togo | 0:2 (0:2) | Australia                 | Estadio Nacional, Santiago                                                     |                                                                                |
|                              |      | Reporte   | Edwards 7' · Reynolds 13' | Asistencia: 15.000 espectadores Árbitro(s): Abdullah Al Nasir (Arabia Saudita) | Asistencia: 15.000 espectadores Árbitro(s): Abdullah Al Nasir (Arabia Saudita) |

| 13 de octubre de 1987, 17:00 | Chile                           | 3:0 (2:0) | Togo | Estadio Nacional, Santiago                                                 |                                                                            |
|                              | Pino 8' (pen.) · Tudor 32', 75' | Reporte   |      | Asistencia: 60.000 espectadores Árbitro(s): Vincent Mauro (Estados Unidos) | Asistencia: 60.000 espectadores Árbitro(s): Vincent Mauro (Estados Unidos) |

| 14 de octubre de 1987, 17:00 | Yugoslavia                              | 4:0 (2:0) | Australia | Estadio Nacional, Santiago                                           |                                                                      |
|                              | Brnovic 7' · Suker 22', 71' · Boban 67' | Reporte   |           | Asistencia: 20.000 espectadores Árbitro(s): Mohamed Hansal (Argelia) | Asistencia: 20.000 espectadores Árbitro(s): Mohamed Hansal (Argelia) |

| 17 de octubre de 1987, 17:00 | Chile         | 2:0 (1:0) | Australia | Estadio Nacional, Santiago                                          |                                                                     |
|                              | Pino 22', 52' | Reporte   |           | Asistencia: 75.000 espectadores Árbitro(s): Emilio Soriano (España) | Asistencia: 75.000 espectadores Árbitro(s): Emilio Soriano (España) |

| 18 de octubre de 1987, 17:00 | Yugoslavia                                            | 4:1 (2:0) | Togo    | Estadio Nacional, Santiago                                        |                                                                   |
|                              | Mijatovic 20', 33' · Zirojevic 53' · Suker 84' (pen.) | Reporte   | Ali 75' | Asistencia: 12.000 espectadores Árbitro(s): Rune Larsson (Suecia) | Asistencia: 12.000 espectadores Árbitro(s): Rune Larsson (Suecia) |

### Grupo B
| Equipo  | Pts | PJ | PG | PE | PP | GF | GC | Dif |
| ------- | --- | -- | -- | -- | -- | -- | -- | --- |
| Italia  | 5   | 3  | 2  | 1  | 0  | 5  | 2  | +3  |
| Brasil  | 4   | 3  | 2  | 0  | 1  | 5  | 1  | +4  |
| Canadá  | 2   | 3  | 0  | 2  | 1  | 4  | 5  | −1  |
| Nigeria | 1   | 3  | 0  | 1  | 2  | 2  | 8  | −6  |

| 11 de octubre de 1987, 17:00 | Brasil                                                 | 4:0 (3:0) | Nigeria | Estadio Municipal, Concepción                                       |                                                                     |
|                              | Alcindo 20' · André Cruz 29' · William 35', 62' (pen.) | Reporte   |         | Asistencia: 27.000 espectadores Árbitro(s): Allan Gunn (Inglaterra) | Asistencia: 27.000 espectadores Árbitro(s): Allan Gunn (Inglaterra) |

| 12 de octubre de 1987, 17:00 | Italia                             | 2:2 (0:2) | Canadá                  | Estadio Municipal, Concepción                                            |                                                                          |
|                              | Impallomeni 50' (pen.) · Melli 82' | Reporte   | Grimes 9' · Mobilio 44' | Asistencia: 13.500 espectadores Árbitro(s): Enrique Labo Revoredo (Perú) | Asistencia: 13.500 espectadores Árbitro(s): Enrique Labo Revoredo (Perú) |

| 14 de octubre de 1987, 17:00 | Brasil | 0:1 (0:0) | Italia      | Estadio Municipal, Concepción                                           |                                                                         |
|                              |        | Reporte   | Rizzolo 60' | Asistencia: 18.000 espectadores Árbitro(s): Rodolfo Martínez (Honduras) | Asistencia: 18.000 espectadores Árbitro(s): Rodolfo Martínez (Honduras) |

| 15 de octubre de 1987, 17:00 | Nigeria               | 2:2 (2:1) | Canadá                    | Estadio Municipal, Concepción                                                |                                                                              |
|                              | Effa 5' · Adekola 44' | Reporte   | Jansen 6' · Domezetis 88' | Asistencia: 5.000 espectadores Árbitro(s): Soetoyo Hartasardjono (Indonesia) | Asistencia: 5.000 espectadores Árbitro(s): Soetoyo Hartasardjono (Indonesia) |

| 17 de octubre de 1987, 17:00 | Brasil         | 1:0 (0:0) | Canadá | Estadio Municipal, Concepción                                        |                                                                      |
|                              | André Cruz 82' | Reporte   |        | Asistencia: 8.000 espectadores Árbitro(s): Octavio Sierra (Colombia) | Asistencia: 8.000 espectadores Árbitro(s): Octavio Sierra (Colombia) |

| 18 de octubre de 1987, 17:00 | Nigeria | 0:2 (0:2) | Italia                  | Estadio Municipal, Concepción                                                        |                                                                                      |
|                              |         | Reporte   | Carrara 23' · Melli 24' | Asistencia: 9.000 espectadores Árbitro(s): Guenther Habermann (Alemania Democrática) | Asistencia: 9.000 espectadores Árbitro(s): Guenther Habermann (Alemania Democrática) |

### Grupo C
| Equipo               | Pts | PJ | PG | PE | PP | GF | GC | Dif |
| -------------------- | --- | -- | -- | -- | -- | -- | -- | --- |
| Alemania Democrática | 4   | 3  | 2  | 0  | 1  | 6  | 3  | +3  |
| Escocia              | 4   | 3  | 1  | 2  | 0  | 5  | 4  | +1  |
| Colombia             | 3   | 3  | 1  | 1  | 1  | 4  | 5  | −1  |
| Baréin               | 1   | 3  | 0  | 1  | 2  | 1  | 4  | −3  |

| 11 de octubre de 1987, 17:00 | Alemania Democrática | 1:2 (1:2) | Escocia                         | Estadio Playa Ancha, Valparaíso                                     |                                                                     |
|                              | Prasse 32'           | Reporte   | Mc Leod 30' (pen.) · Butler 36' | Asistencia: 10.000 espectadores Árbitro(s): Arnaldo Coelho (Brasil) | Asistencia: 10.000 espectadores Árbitro(s): Arnaldo Coelho (Brasil) |

| 12 de octubre de 1987, 17:00 | Colombia    | 1:0 (1:0) | Baréin | Estadio Playa Ancha, Valparaíso                                  |                                                                  |
|                              | Trellez 10' | Reporte   |        | Asistencia: 5.000 espectadores Árbitro(s): John Meachin (Canadá) | Asistencia: 5.000 espectadores Árbitro(s): John Meachin (Canadá) |

| 14 de octubre de 1987, 17:00 | Alemania Democrática | 3:1 (2:0) | Colombia    | Estadio Playa Ancha, Valparaíso                                  |                                                                  |
|                              | Sammer 9', 30', 70'  | Reporte   | Trellez 90' | Asistencia: 4.000 espectadores Árbitro(s): Rune Larsson (Suecia) | Asistencia: 4.000 espectadores Árbitro(s): Rune Larsson (Suecia) |

| 15 de octubre de 1987, 17:00 | Escocia    | 1:1 (0:1) | Baréin         | Estadio Playa Ancha, Valparaíso                                  |                                                                  |
|                              | Nisbet 76' | Reporte   | Al Kharraz 24' | Asistencia: 3.000 espectadores Árbitro(s): Badou Jasseh (Gambia) | Asistencia: 3.000 espectadores Árbitro(s): Badou Jasseh (Gambia) |

| 17 de octubre de 1987, 17:00 | Alemania Democrática   | 2:0 (0:0) | Baréin | Estadio Playa Ancha, Valparaíso                                       |                                                                       |
|                              | Liebers 78' · Wosz 83' | Reporte   |        | Asistencia: 2.000 espectadores Árbitro(s): Richard Lorenc (Australia) | Asistencia: 2.000 espectadores Árbitro(s): Richard Lorenc (Australia) |

| 18 de octubre de 1987, 17:00 | Escocia                         | 2:2 (0:0) | Colombia          | Estadio Playa Ancha, Valparaíso                                      |                                                                      |
|                              | Wright 61' · Mc Leod 74' (pen.) | Reporte   | Guerrero 48', 58' | Asistencia: 5.000 espectadores Árbitro(s): Claude Bouillet (Francia) | Asistencia: 5.000 espectadores Árbitro(s): Claude Bouillet (Francia) |

### Grupo D
| Equipo           | Pts | PJ | PG | PE | PP | GF | GC | Dif |
| ---------------- | --- | -- | -- | -- | -- | -- | -- | --- |
| Alemania Federal | 6   | 3  | 3  | 0  | 0  | 8  | 1  | +7  |
| Bulgaria         | 4   | 3  | 2  | 0  | 1  | 3  | 3  | 0   |
| Estados Unidos   | 2   | 3  | 1  | 0  | 2  | 2  | 3  | −1  |
| Arabia Saudita   | 0   | 3  | 0  | 0  | 3  | 0  | 6  | −6  |

| 11 de octubre de 1987, 17:00 | Estados Unidos | 0:1 (0:1) | Bulgaria      | Estadio Regional, Antofagasta                                           |                                                                         |
|                              |                | Reporte   | Vassiliev 26' | Asistencia: 18.000 espectadores Árbitro(s): Jean Fidele Diramba (Gabón) | Asistencia: 18.000 espectadores Árbitro(s): Jean Fidele Diramba (Gabón) |

| 12 de octubre de 1987, 17:00 | Arabia Saudita | 0:3 (0:3) | Alemania Federal                     | Estadio Regional, Antofagasta                                    |                                                                  |
|                              |                | Reporte   | Epp 6' · Strehmel 27' · Witeczek 31' | Asistencia: 8.000 espectadores Árbitro(s): Carlo Longhi (Italia) | Asistencia: 8.000 espectadores Árbitro(s): Carlo Longhi (Italia) |

| 14 de octubre de 1987, 17:00 | Estados Unidos | 1:0 (0:0) | Arabia Saudita | Estadio Regional, Antofagasta                                           |                                                                         |
|                              | Unger 73'      | Reporte   |                | Asistencia: 5.000 espectadores Árbitro(s): Stjepan Glavina (Yugoslavia) | Asistencia: 5.000 espectadores Árbitro(s): Stjepan Glavina (Yugoslavia) |

| 15 de octubre de 1987, 17:00 | Bulgaria | 0:3 (0:0) | Alemania Federal                         | Estadio Regional, Antofagasta                                          |                                                                        |
|                              |          | Reporte   | Witeczek 50' (pen.), 53' · Reinhardt 59' | Asistencia: 8.000 espectadores Árbitro(s): Enrique Marín Gallo (Chile) | Asistencia: 8.000 espectadores Árbitro(s): Enrique Marín Gallo (Chile) |

| 17 de octubre de 1987, 17:00 | Estados Unidos  | 1:2 (1:1) | Alemania Federal          | Estadio Regional, Antofagasta                                     |                                                                   |
|                              | Constantino 44' | Reporte   | Witeczek 36' · Moller 73' | Asistencia: 3.500 espectadores Árbitro(s): Toshikazu Sano (Japón) | Asistencia: 3.500 espectadores Árbitro(s): Toshikazu Sano (Japón) |

| 18 de octubre de 1987, 17:00 | Bulgaria                       | 2:0 (2:0) | Arabia Saudita | Estadio Regional, Antofagasta                                        |                                                                      |
|                              | Slavtchev 31' · Kalaydjiev 37' | Reporte   |                | Asistencia: 8.000 espectadores Árbitro(s): Yi-Fa Chow (China-Taipéi) | Asistencia: 8.000 espectadores Árbitro(s): Yi-Fa Chow (China-Taipéi) |

## Segunda fase
|  | Cuartos de final        | Cuartos de final |                   |                      | Semifinales   | Semifinales   |  |                  | Final         | Final         |  |
|  | 21 de octubre           | 21 de octubre    |                   |                      | 23 de octubre | 23 de octubre |  |                  | 25 de octubre | 25 de octubre |  |
|  |                         |                  |                   |                      |               |               |  |                  |               |               |  |
|  |                         |                  |                   |                      |               |               |  |                  |               |               |  |
|  | Italia                  | 0                |                   |                      |               |               |  |                  |               |               |  |
|  | Italia                  | 0                |                   |                      |               |               |  |                  |               |               |  |
|  | Chile                   | 1                |                   |                      |               |               |  |                  |               |               |  |
|  | Chile                   | 1                |                   | Chile                | 0             |               |  |                  |               |               |  |
|  |                         |                  |                   | Chile                | 0             |               |  |                  |               |               |  |
|  |                         |                  | Alemania Federal  | 4                    |               |               |  |                  |               |               |  |
|  | Alemania Federal (pen.) | 1 (4)            | Alemania Federal  | 4                    |               |               |  |                  |               |               |  |
|  | Alemania Federal (pen.) | 1 (4)            |                   |                      |               |               |  |                  |               |               |  |
|  | Escocia                 | 1 (3)            |                   |                      |               |               |  |                  |               |               |  |
|  | Escocia                 | 1 (3)            |                   |                      |               |               |  | Alemania Federal | 1 (4)         |               |  |
|  |                         |                  |                   |                      |               |               |  | Alemania Federal | 1 (4)         |               |  |
|  |                         |                  | Yugoslavia (pen.) | 1 (5)                |               |               |  |                  |               |               |  |
|  | Alemania Democrática    | 2                | Yugoslavia (pen.) | 1 (5)                |               |               |  |                  |               |               |  |
|  | Alemania Democrática    | 2                |                   |                      |               |               |  |                  |               |               |  |
|  | Bulgaria                | 0                |                   |                      |               |               |  |                  |               |               |  |
|  | Bulgaria                | 0                |                   | Alemania Democrática | 0             |               |  |                  |               |               |  |
|  |                         |                  |                   | Alemania Democrática | 0             |               |  |                  |               |               |  |
|  |                         |                  | Yugoslavia        | 2                    |               |               |  |                  |               |               |  |
|  | Yugoslavia              | 2                | Yugoslavia        | 2                    |               |               |  |                  |               |               |  |
|  | Yugoslavia              | 2                |                   |                      |               |               |  |                  |               |               |  |
|  | Brasil                  | 1                |                   |                      |               |               |  |                  |               |               |  |
|  | Brasil                  | 1                |                   |                      |               |               |  |                  |               |               |  |
|  |                         |                  |                   |                      |               |               |  |                  |               |               |  |

### Cuartos de final
| 21 de octubre de 1987, 16:15 | Italia | 0:1 (0:0) | Chile           | Estadio Municipal, Concepción                                     |                                                                   |
|                              |        | Reporte   | Pino 73' (pen.) | Asistencia: 35.000 espectadores Árbitro(s): Rune Larsson (Suecia) | Asistencia: 35.000 espectadores Árbitro(s): Rune Larsson (Suecia) |

| 21 de octubre de 1987, 16:15 | Alemania Federal | 1:1 (1:1, 1:1) (t. s.)(4:3 p.) | Escocia    | Estadio Regional, Antofagasta                                              |                                                                            |
|                              | Reinhardt 8'     | Reporte                        | Nisbet 45' | Asistencia: 4.000 espectadores Árbitro(s): Juan Carlos Loustau (Argentina) | Asistencia: 4.000 espectadores Árbitro(s): Juan Carlos Loustau (Argentina) |

| 21 de octubre de 1987, 16:15 | Alemania Democrática            | 2:0 (0:0) | Bulgaria | Estadio Playa Ancha, Valparaíso                                    |                                                                    |
|                              | Steinmann 70' (pen.) · Wosz 83' | Reporte   |          | Asistencia: 3.000 espectadores Árbitro(s): Allan Gunn (Inglaterra) | Asistencia: 3.000 espectadores Árbitro(s): Allan Gunn (Inglaterra) |

| 21 de octubre de 1987, 19:15 | Yugoslavia                     | 2:1 (0:1) | Brasil      | Estadio Nacional, Santiago                                          |                                                                     |
|                              | Mijatović 52' · Prosinečki 89' | Reporte   | Alcindo 44' | Asistencia: 60.000 espectadores Árbitro(s): Emilio Soriano (España) | Asistencia: 60.000 espectadores Árbitro(s): Emilio Soriano (España) |

### Semifinales
| 23 de octubre de 1987, 16:15 | Chile | 0:4 (0:3) | Alemania Federal                                 | Estadio Municipal, Concepción                                         |                                                                       |
|                              |       | Reporte   | Eichenauer 9' · Dammeier 15' · Witeczek 36', 69' | Asistencia: 36.000 espectadores Árbitro(s): Claude Bouillet (Francia) | Asistencia: 36.000 espectadores Árbitro(s): Claude Bouillet (Francia) |

| 23 de octubre de 1987, 19:15 | Yugoslavia             | 2:1 (1:0) | Alemania Democrática | Estadio Nacional, Santiago                                             |                                                                        |
|                              | Štimac 30' · Šuker 70' | Reporte   | Sammer 49'           | Asistencia: 35.000 espectadores Árbitro(s): Richard Lorenc (Australia) | Asistencia: 35.000 espectadores Árbitro(s): Richard Lorenc (Australia) |

### Tercer lugar
| 25 de octubre de 1987, 15:00 | Chile                               | 1:1 (1:1, 0:0) (t. s.)(1:3 p.) | Alemania Democrática          | Estadio Nacional, Santiago                                          |                                                                     |
|                              | González 84'                        | Reporte                        | Kracht 73'                    | Asistencia: 65.000 espectadores Árbitro(s): Arnaldo Coelho (Brasil) | Asistencia: 65.000 espectadores Árbitro(s): Arnaldo Coelho (Brasil) |
|                              |                                     | Tiros desde el punto penal     |                               |                                                                     |                                                                     |
|                              | Pino · Navarrete · Estay · González |                                | Neitzel · Zimmerling · Jähnig |                                                                     |                                                                     |

### Final
| 25 de octubre de 1987, 18:00 | Yugoslavia                                     | 1:1 (1:1, 0:0) (t. s.)(5:4 p.) | Alemania Federal                                    | Estadio Nacional, Santiago                                                  |                                                                             |
|                              | Boban 85'                                      | Reporte                        | Witeczek 87' (pen.)                                 | Asistencia: 65.000 espectadores Árbitro(s): Juan Carlos Loustau (Argentina) | Asistencia: 65.000 espectadores Árbitro(s): Juan Carlos Loustau (Argentina) |
|                              |                                                | Tiros desde el punto penal     |                                                     |                                                                             |                                                                             |
|                              | Pavličić · Šuker · Brnović · Zirojević · Boban |                                | Witeczek · Strehmel · Luginger · Spyrka · Reinhardt |                                                                             |                                                                             |

#### Campeón
|                                |
| Bandera de Yugoslavia          |
| Campeón Yugoslavia 1.er título |

## Posiciones finales
| Equipo | Equipo               | Pts | PJ | PG | PE | PP | GF | GC | Dif |
| ------ | -------------------- | --- | -- | -- | -- | -- | -- | -- | --- |
| 1      | Yugoslavia           | 11  | 6  | 5  | 1  | 0  | 17 | 5  | +12 |
| 2      | Alemania Federal     | 10  | 6  | 4  | 2  | 0  | 14 | 3  | +11 |
| 3      | Alemania Democrática | 7   | 6  | 3  | 1  | 2  | 10 | 6  | +4  |
| 4      | Chile                | 7   | 6  | 3  | 1  | 2  | 9  | 9  | 0   |
| 5      | Italia               | 5   | 4  | 2  | 1  | 1  | 5  | 3  | +2  |
| 6      | Escocia              | 5   | 4  | 1  | 3  | 0  | 6  | 5  | +1  |
| 7      | Brasil               | 4   | 4  | 2  | 0  | 2  | 6  | 3  | +3  |
| 8      | Bulgaria             | 4   | 4  | 2  | 0  | 2  | 3  | 5  | -2  |
| 9      | Colombia             | 3   | 3  | 1  | 1  | 1  | 4  | 5  | -1  |
| 10     | Canadá               | 2   | 3  | 0  | 2  | 1  | 4  | 5  | -1  |
| 11     | Estados Unidos       | 2   | 3  | 1  | 0  | 2  | 2  | 3  | -1  |
| 12     | Australia            | 2   | 3  | 1  | 0  | 2  | 2  | 6  | -4  |
| 13     | Baréin               | 1   | 3  | 0  | 1  | 2  | 1  | 4  | -3  |
| 14     | Nigeria              | 1   | 3  | 0  | 1  | 2  | 2  | 8  | -6  |
| 15     | Arabia Saudita       | 0   | 3  | 0  | 0  | 3  | 0  | 6  | -6  |
| 16     | Togo                 | 0   | 3  | 0  | 0  | 3  | 1  | 9  | -8  |

## Premios
| Balón de Oro         | Balón de Plata  | Balón de Bronce |
| -------------------- | --------------- | --------------- |
| Robert Prosinečki    | Marcel Witeczek | Zvonimir Boban  |
| Bota de Oro          | Bota de Plata   | Bota de Bronce  |
| Marcel Witeczek      | Davor Šuker     | Camilo Pino     |
| 7 goles              | 6 goles         | 5 goles         |
| Premio al Fair Play  |                 |                 |
| Alemania Democrática |                 |                 |

## Goleadores
| Jugador           | Selección            | Goles |
| ----------------- | -------------------- | ----- |
| Marcel Witeczek   | Alemania Federal     | 7     |
| Davor Šuker       | Yugoslavia           | 6     |
| Camilo Pino       | Chile                | 5     |
| Matthias Sammer   | Alemania Democrática | 4     |
| Zvonimir Boban    | Yugoslavia           | 3     |
| Predrag Mijatović | Yugoslavia           | 3     |
| Luka Tudor        | Chile                | 3     |

## Futbolistas destacados
| - César Sampaio - Óscar Córdoba - Andreas Möller - Matthias Sammer - Jeff Agoos - Kasey Keller - Tony Meola | - Zvonimir Boban - Branko Brnović - Robert Jarni - Predrag Mijatović - Robert Prosinečki - Igor Štimac - Davor Šuker |